# Portland Winterhawks
Portland Winterhawks je americký juniorský klub ledního hokeje, který sídlí v Portlandu ve státě Oregon. Od roku 1976 působí v juniorské soutěži Western Hockey League. Založen byl v roce 1976 po přestěhování týmu Edmonton Oil Kings do Portlandu. Své domácí zápasy odehrává v hale Moda Center s kapacitou 18 280 diváků. Klubové barvy jsou červená, bílá a černá.
Nejznámější hráči, kteří prošli týmem, byli např.: Jozef Balej, Andrew Ference, Steve Konowalchuk, Nino Niederreiter, Luca Sbisa, Jason LaBarbera, Stanislav Balán, Seth Jones, Jannik Hansen, Oliver Bjorkstrand, Marián Hossa, Jakub Klepiš, Adam Deadmarsh, Mark Messier, Cam Neely, Marcel Hossa nebo Glen Wesley.

## Historické názvy
Zdroj: 
- 1976 – Portland Winter Hawks
- 2009 – Portland Winterhawks

## Úspěchy
- Vítěz Memorial Cupu ( 2× )
  - 1983, 1998
- Vítěz WHL ( 3× )
  - 1981/82, 1997/98, 2012/13

## Přehled ligové účasti
Zdroj: 
- 1976–1978: Western Canada Hockey League (Západní divize)
- 1978–2001: Western Hockey League (Západní divize)
- 2001– : Western Hockey League (Americká divize)